# 밧지족
밧지족(팔리어: Vajji) 또는 브리지족(산스크리트어: वज्जि)은 철기 시대 남아시아 북동부에 존재했던 인도아리아인 부족이다. 밧지 연맹은 이 부족에서 이름을 따왔다. 밧지족은 밧지 연맹의 가맹국인 밧지 공화국이라는 가나상가로 조직되었으며, 리차비족의 지배를 받았던 다른 부족들과는 달리 밧지족은 말라족과 함께 연맹 내에서 주권을 유지했다.

## 위치
밧지족은 바이샬리 인근의 영토에 살았으며 그 일대에서 가장 강력한 부족이었다.

## 역사
밧지족이 소속된 밧지 연맹은 대마가다 문화권의 동부 갠지스 평원에 있는 인도아리아 부족인 비데하족이 세운 옛 마하비데하 왕국의 영토에 위치했다. 기원전 800년경 마하비데하("큰 비데하") 왕국은 서쪽의 사다니라강, 동쪽의 카우시키강, 남쪽의 갠지스강, 북쪽의 히말라야산맥 사이에 세워졌다.
붓다의 생애 직전 또는 도중인 기원전 7세기 또는 6세기경에 마하비데하 왕국은 인도아리아인 부족인 리차비족의 침략으로 미틸라를 일시적으로 점령당했다. 공화정 부족인 리차비족이 비데하를 점령한 결과 이미 약해진 비데하 군주정이 상대적으로 평화롭게 전복되고 이를 공화정 체제가 대체하였다.
갠지스강 남쪽에서 떠오르는 마가다의 세력에 직면한 리차비족은 옛 비데하 왕국의 남쪽 부분에 공화국을 설립하고 정치 중심지를 그때까지 변두리 지역이었던 바이샬리로 옮겼다. 한편 새로운 비데하 공화국은 미틸라를 중심으로 리차비의 북쪽에 위치한 제한된 영토에 존재했다. 리차비족에 복종했던 비데하 귀족의 많은 구성원이 바이샬리로 이동하는 데 합류하여 리차비 지배 귀족 의회의 구성원이 되었다.
일단 바이샬리 주변에 정착한 리차비족은 가나상가(귀족 과두제 공화국)로 조직된 국가를 형성했다. 이후 리차비족 자신은 옛 비데하 왕국의 영토 내에서 주도적인 세력이 되었으며 리차비족 의회는 이 영토에 대한 주권 및 최고 권한을 보유했다. 리차비족은 자신들이 주도하는 임시 연맹으로 바이샬리 지역에서 가장 강력한 부족이자 연맹의 구성 부족 중 하나로 그들 자신의 주권을 지니고 있었던 밧지족의 이름을 따서 밧지 연맹을 설립하였다.
비데하 공화국은 미틸라와 그 주변에 거주하고 리차비 총회라는 이름으로 통치하는 크샤트리야 의회에 의해 통치되었다. 따라서 비데하 공화국은 리차비 공화국에게 상당한 영향을 받았으며 밧지 연맹에 가입되어 비데하족의 외교 정책을 완전히 통제하는 리차비족의 감독하에 국내 행정과 관련하여 제한된 자율성을 가졌다. 독립 부족을 형성한 비데하족의 하위 그룹인 나야족은 밧지 연맹의 또 다른 구성 공화국이었으며, 따라서 그들은 전쟁과 외교 정책은 밧지 연맹에서 처리했다. 리차비족과 말라족은 자이나교 소식통에 의해 카시 - 코살라의 공화 국가로 간주되었으며, 두 말라족 공화국은 밧지 연맹에 가입하여 불안정한 기간 동안 공통적으로 직면했을 수 있는 위험을 처리했는데, 이 리그의 다른 구성원인 리차비족, 비데하족 및 나야족과 우호적인 관계를 유지했지만 이 공화국들 사이에서 가끔 다툼이 발생했다. 리차비족의 종속 부족이기 때문에 그들 자신의 주권이 없었던 비데하족 및 나야족와 같은 다른 동맹 부족과 달리 말라족은 밧지 연맹 내에서 자신의 주권을 유지했다.

### 마가다의 정복
밧지족이 소속된 밧지 연맹과 남부 이웃인 마가다 왕국 간의 관계는 처음에는 좋았고 마가다 왕 빔비사라의 아내는 바이샬리 공주 바사비였다. 그럼에도 불구하고 리차비족과 마가다 사이에는 붓다의 사후 유물을 획득하기 위해 쿠시나라의 말라족 수도에서 경쟁하는 등 때때로 긴장이 있었다.
또 다른 경우에 리차비족은 한때 갠지스강 건너편에서 마가다 영토를 침공했으며 어느 시점에서 마가다와 리차비 사이의 관계는 리차비족이 마가다 왕 빔비사라에 대해 저지른 중대한 범죄의 결과로 영구적으로 악화되었다.
밧지 연맹과 마가다 사이의 적대감은 빔비사라를 죽이고 마가다의 왕좌를 찬탈한 아자타샤트루 치세에도 지속되었다. 전쟁의 발단은 리차비족이 아자타샤트루의 의붓동생이자 앙가의 총독인 베할라가 아자타사트루를 상대로 일으킨 반란을 지지했기 때문이다. 리차비와 마가다 사이의 긴장은 리차비족이 이끄는 밧지 연맹이 정기적으로 모든 귀중품을 코지가마에서 수집하고 마가다에게 아무 것도 맡기지 않는 강가의 코지가마의 마가다-리차비 공동 국경 초소를 처리하면서 악화되었다. 따라서 아자타샤트루는 그에 대한 보복으로 밧지 동맹을 파괴하기로 결정한 것이지만, 또 다른 이유는 그의 어머니 바사비가 비데하의 후손인 리차비 공주였기에 그가 야심한 제국 건설자로서 당시 밧지 동맹의 일부였던 옛 마하비데하 왕국의 영토에 눈독을 들였기 때문이다. 밧지 동맹에 대한 아자타사트루의 적대감은 또한 마가다와 밧지 연맹 사이의 정치적 조직의 형태가 다른 결과로서, 전자는 군주제이고 후자는 공화제이며, 고대 그리스 왕국의 스파르타가 아테나이의 민주적인 정부 형태에 반대하는 것, 그리고 고대 마케도니아 왕 필리포스 2세와 아테나이와 테바이 공화국 사이의 적대 관계와 크게 다르지 않았다.
밧지 연맹의 구성원이었던 밧지족 역시 아자타샤트루에게 위협을 받았고, 연맹의 다른 부족들과 함께 마가다에 맞서 싸웠다. 기원전 468년 아자타사트루는 마침내 밧지 연맹을 멸망시켰고, 밧지족을 포함한 연맹의 영토를 마가다 왕국에 합병시켰다. 마가다의 밧지 연맹 합병 이후, 밧지 공화국은 더 이상 기존의 정치적 지위로 언급되지 않았지만, 동맹의 영토 자체는 나중에 브리지 자나파다로 언급되었다.